# Burnupena catarrhacta
Burnupena catarrhacta, tên tiếng Anh: flame-patterned burnupena, là một loài ốc biển, là động vật thân mềm chân bụng sống ở biển trong họ Buccinidae.